# Edlenbach
Der Edlenbach ist ein knapp ein Kilometer langer rechter Zufluss des Schwarzen Kochers in Oberkochen im baden-württembergischen Ostalbkreis.

## Verlauf
Der Edlenbach entspringt in einer Karstquelle im Oberkochener Gewann „Langenteich“ auf dem Gelände der dortigen „Gärtnerei im Langen Teich“. Er unterquert die entlang der Gärtnerei verlaufende schmale Straße und fließt dann in nordwestlicher Richtung zur Bundesstraße 19 und zur Kreisstraße K3292, die von Oberkochen nach Unterkochen führen.
Bevor er die Bundesstraße erreicht, fließt der Edlenbach, falls er nicht schon auf dem Weg dorthin versickert ist, durch ein dichtes Gestrüpp. Dort entspringt der Erlenbach in einer Hülbe (Quelle Erlenbach) und mündet schon nach rund fünfundzwanzig Metern von rechts in den Edlenbach (Mündung Erlenbach). Da dieser kurze Seitenarm zu bestimmten Zeiten der ergiebigere der beiden Bäche ist, wird der Edlenbach – zumindest im Unterlauf – manchmal mit dem Erlenbach gleichgesetzt und als Erlenbach bezeichnet.
Nach einem verrohrten Abschnitt zur Unterquerung der beiden Straßen und der parallel dazu verlaufenden Eisenbahnlinie legt der mit dem Erlenbach vereinigte Edlenbach die restlichen Meter oberirdisch zurück. Nach insgesamt etwa 700 Metern mündet er beim Gebäude Kreuzmühle 18 in den Schwarzen Kocher. Der Lauf des Edlenbachs endet ungefähr 26 Höhenmeter unterhalb seiner Quelle, er hat somit ein mittleres Sohlgefälle von etwa 37 ‰.
Der Edlenbach ist der letzte Zufluss des Schwarzen Kochers in der Gemarkung Oberkochen und der einzige, der dort von der rechten Härtsfeld-Seite einmündet.
- Karte mit allen Koordinaten:
- OSM |
- WikiMap

## Geschichte
Wahrscheinlich war die Edlenbachquelle in der Römerzeit ein Grund, gerade dort eine Raststätte mit einem kleinen Bad zu errichten. Sie lag an der Römerstraße, die von Süden durch das Brenz-Kochertal zum Reiterkastell Aalen führte, das zum Schutz des nahegelegenen Limes diente. 1971 gruben dort (Römerkeller) Schüler des örtlichen Gymnasiums unter fachlicher Anleitung die Grundmauern eines römischen Kellers aus dem 2. oder 3. nachchristlichen Jahrhundert aus, den man ursprünglich für einen Teil einer Villa rustica hielt.

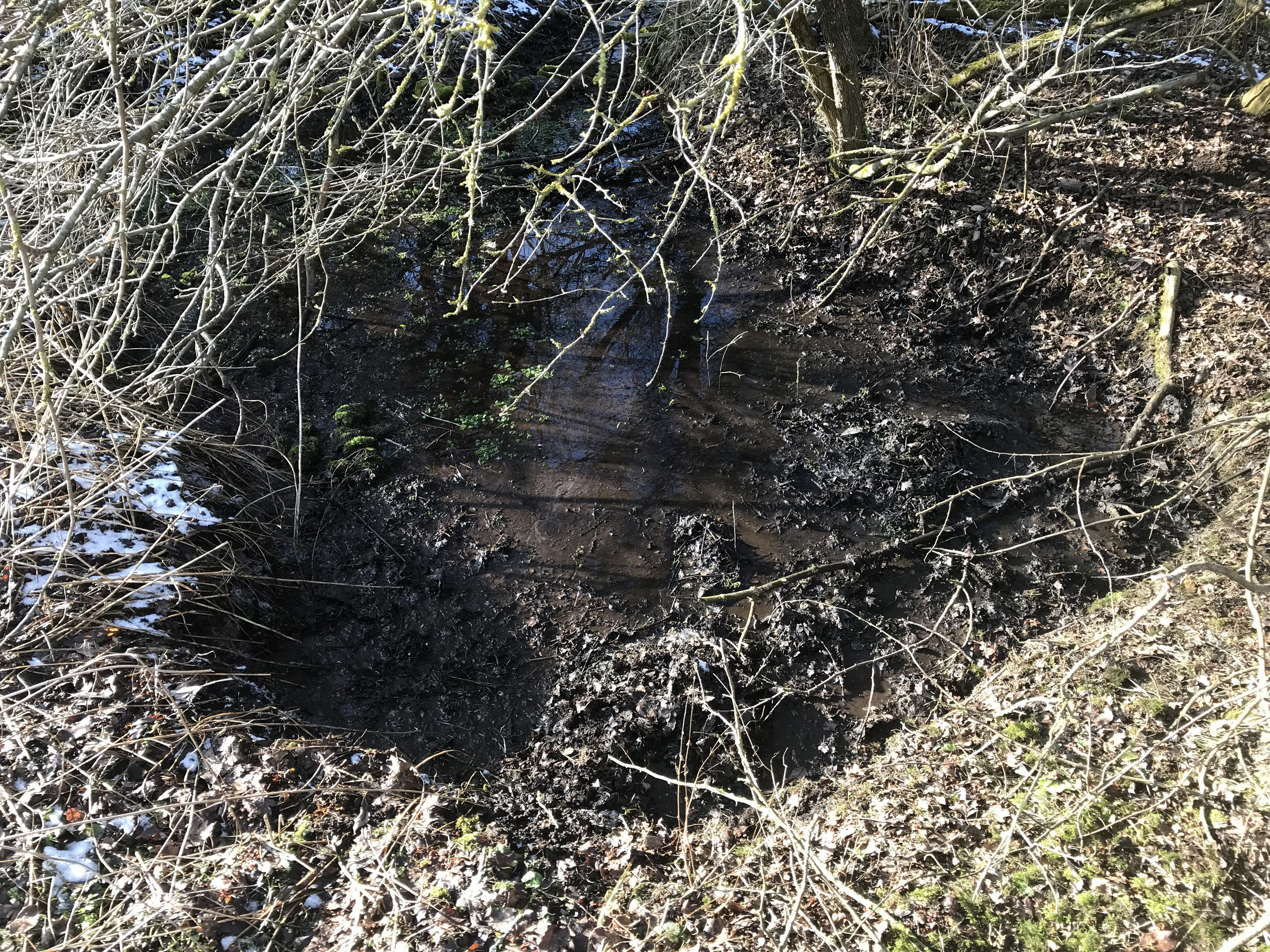
Quelle des Erlenbachs
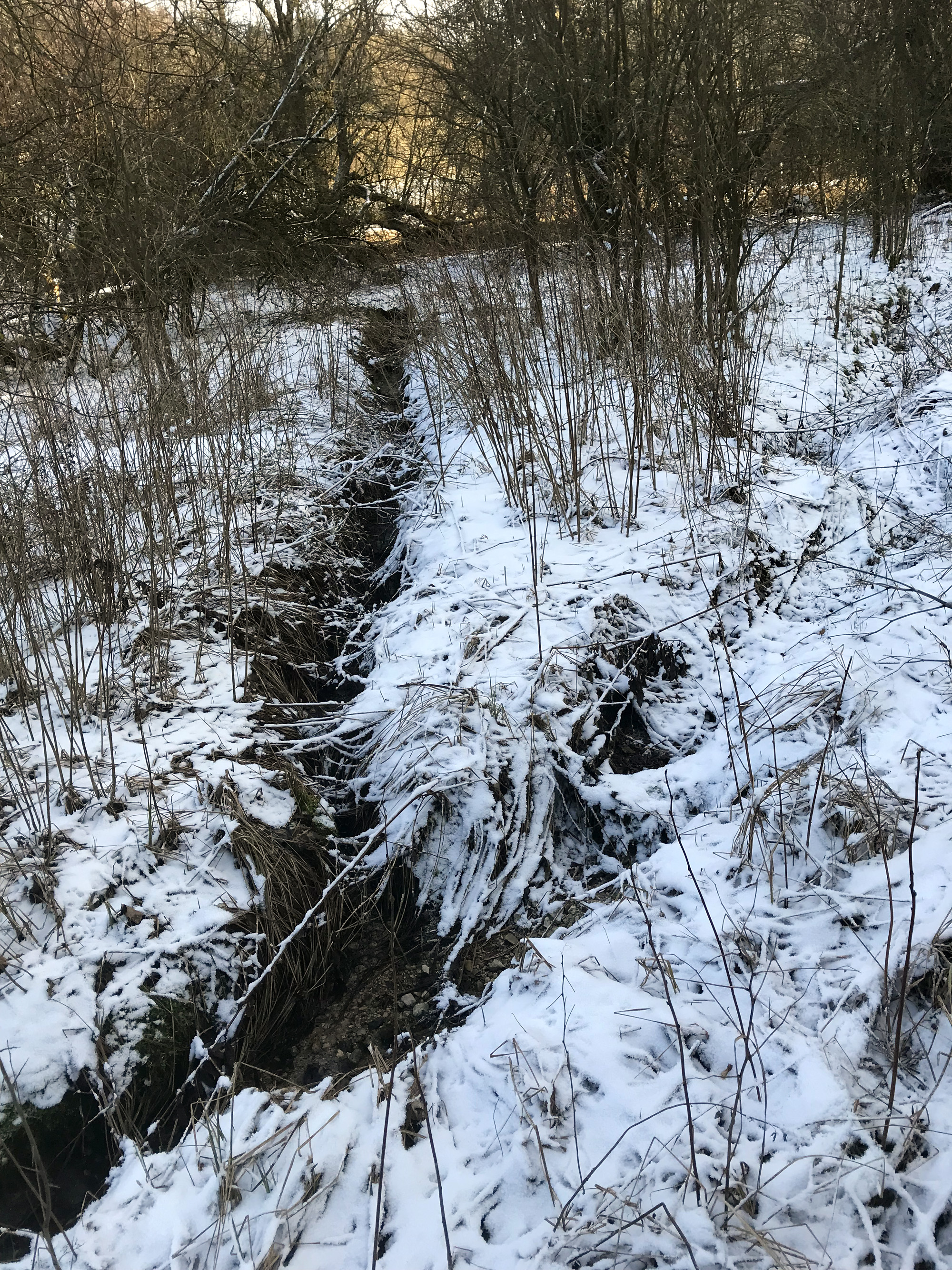
Mündung des im Bild von oben kommenden Erlenbachs in den von rechts nach links unten fließenden Edlenbach
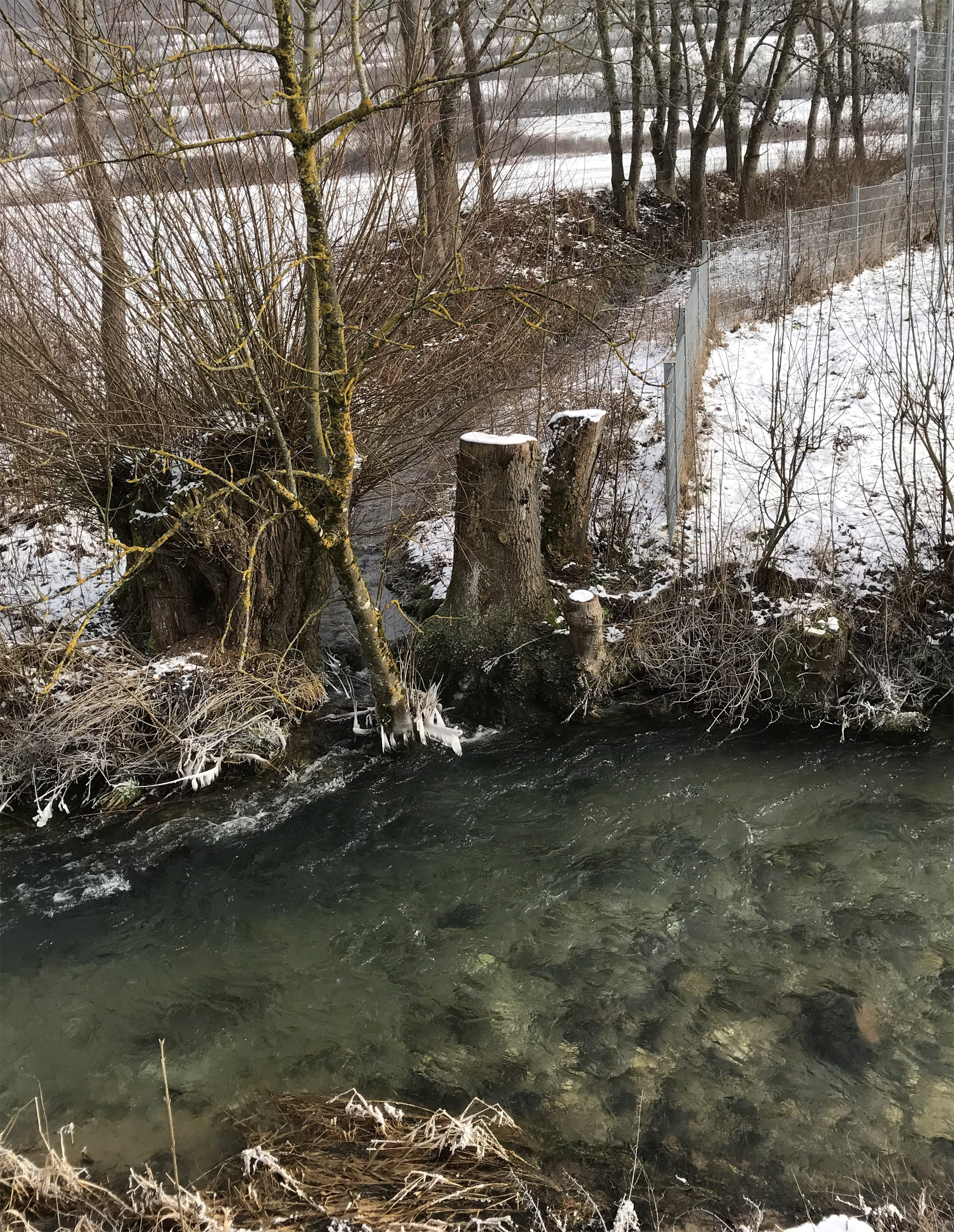
Mündung des im Bild von oben kommenden Edlenbachs  in den von rechts kommenden Schwarzen Kocher
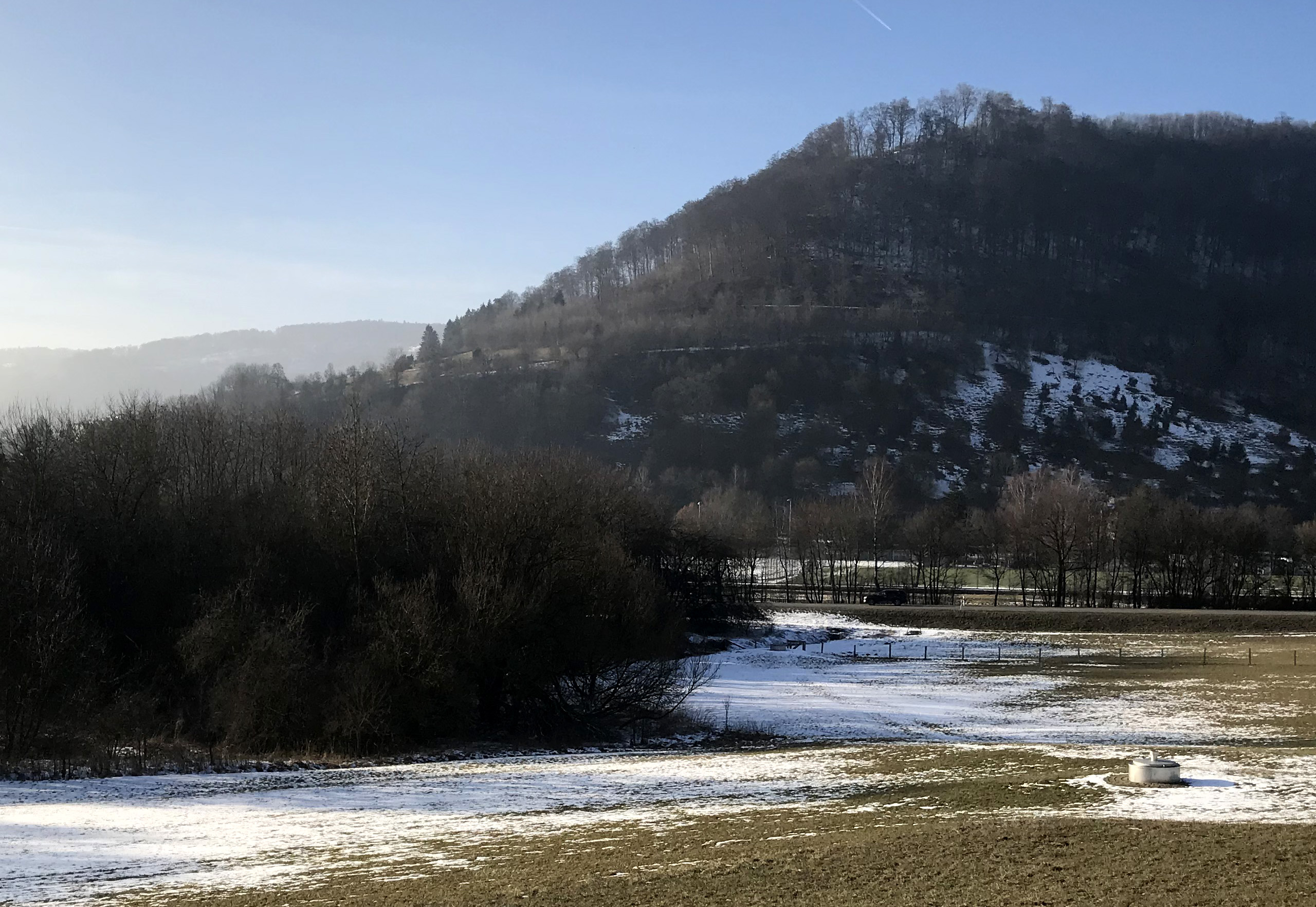
In diesem Wasserschutzgebiet mündet in dem Gestrüpp im Vordergrund der Erlenbach in den von links kommenden Edlenbach, der dann unter der B 19 und weiter nach rechts in den Kocher fließt
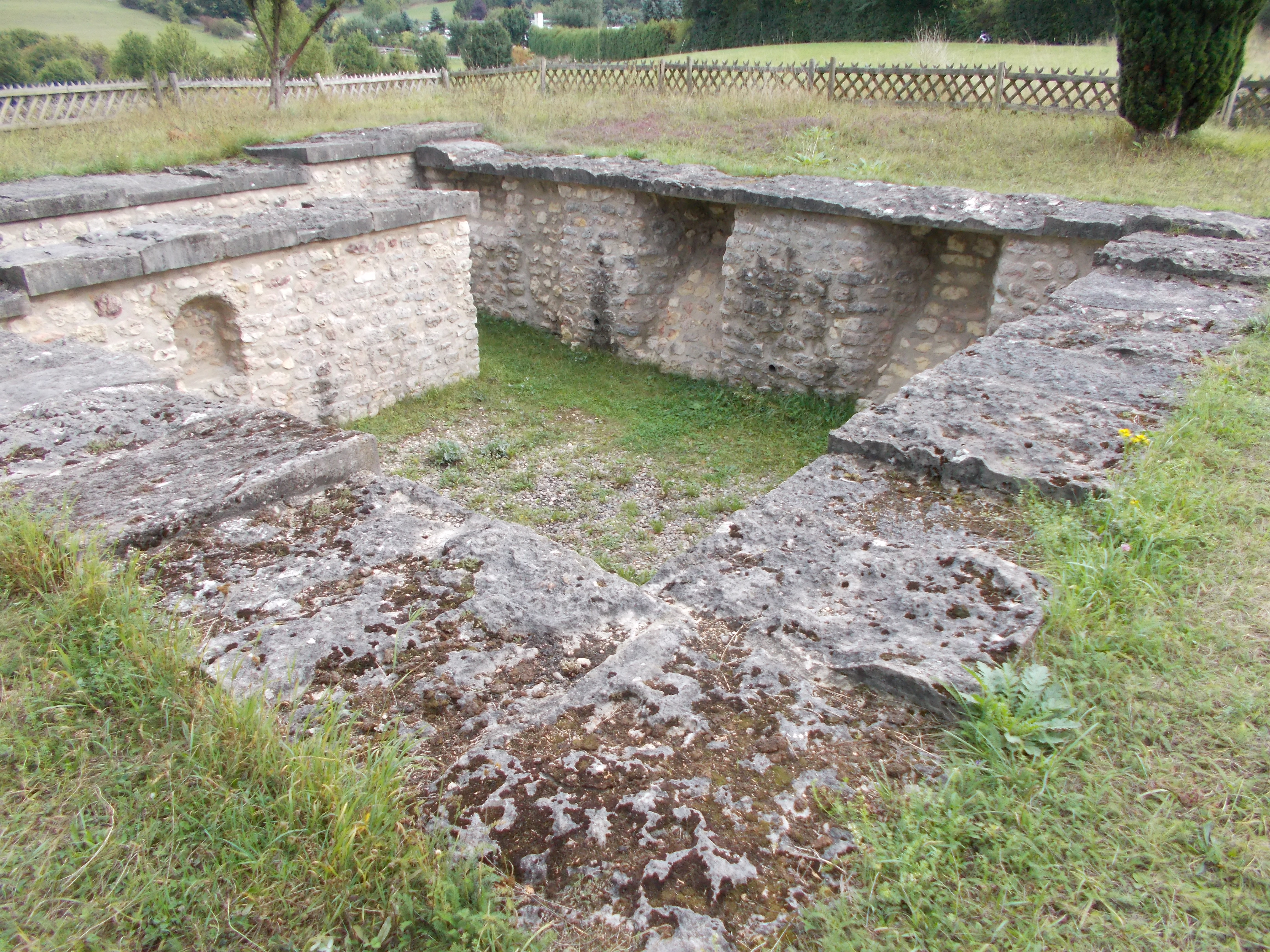
Ausgegrabener Keller einer römischen Raststätte